# Humberto I de Saboya

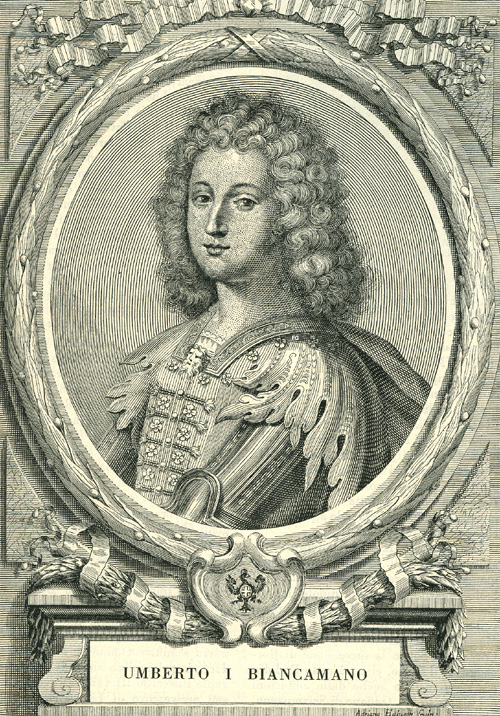
Grabado de Humberto Stefanell I de Saboya Blancamano.

Humberto I Stefanell (c. 980-c. 1042/1048) llamado Mano Blanca (en italiano: Umberto Biancamano; en francés: Humbert aux Mains Blanches) para designar su generosidad. Fue el primer Conde de Saboya a partir de 1032, cuando el condado de Vienne, que había sido vendido recientemente a la archidiócesis de Vienne, fue dividido entre el condado de Albon y el de Maurienne. Humberto procedía de la nobleza, posiblemente de Sajonia, de Italia, de Borgoña o de Provenza. Él mismo nació en Maurienne. 
Durante las guerras entre Rodolfo III de Borgoña y Enrique II del Sacro Imperio Romano Germánico, Humberto apoyó al último con provisiones y soldados, pues estaba unido a la familia imperial por su matrimonio. Así, en 1003, el emperador lo nombró Conde de Aosta, una región montañosa en la parte de Borgoña (hoy parte de Italia), y le concedió el norte de Viennois como recompensa. Humberto protegió el flanco derecho del ejército de Enrique durante la invasión de Italia (1004). 
Las tierras de Humberto eran de hecho autónomas después de la muerte de Enrique. Su inaccesibilidad y su menor importancia las llevaron a ser pasadas por alto. En 1032, Humberto recibió Maurienne, su país nativo, del emperador Conrado II, a quien había ayudado en sus campañas italianas contra Ariberto, arzobispo de Milán. 
Murió en 1047/8 en Hermillon, una ciudad de la región de Maurienne, en la actualidad perteneciente a Saboya (Francia).

## Familia

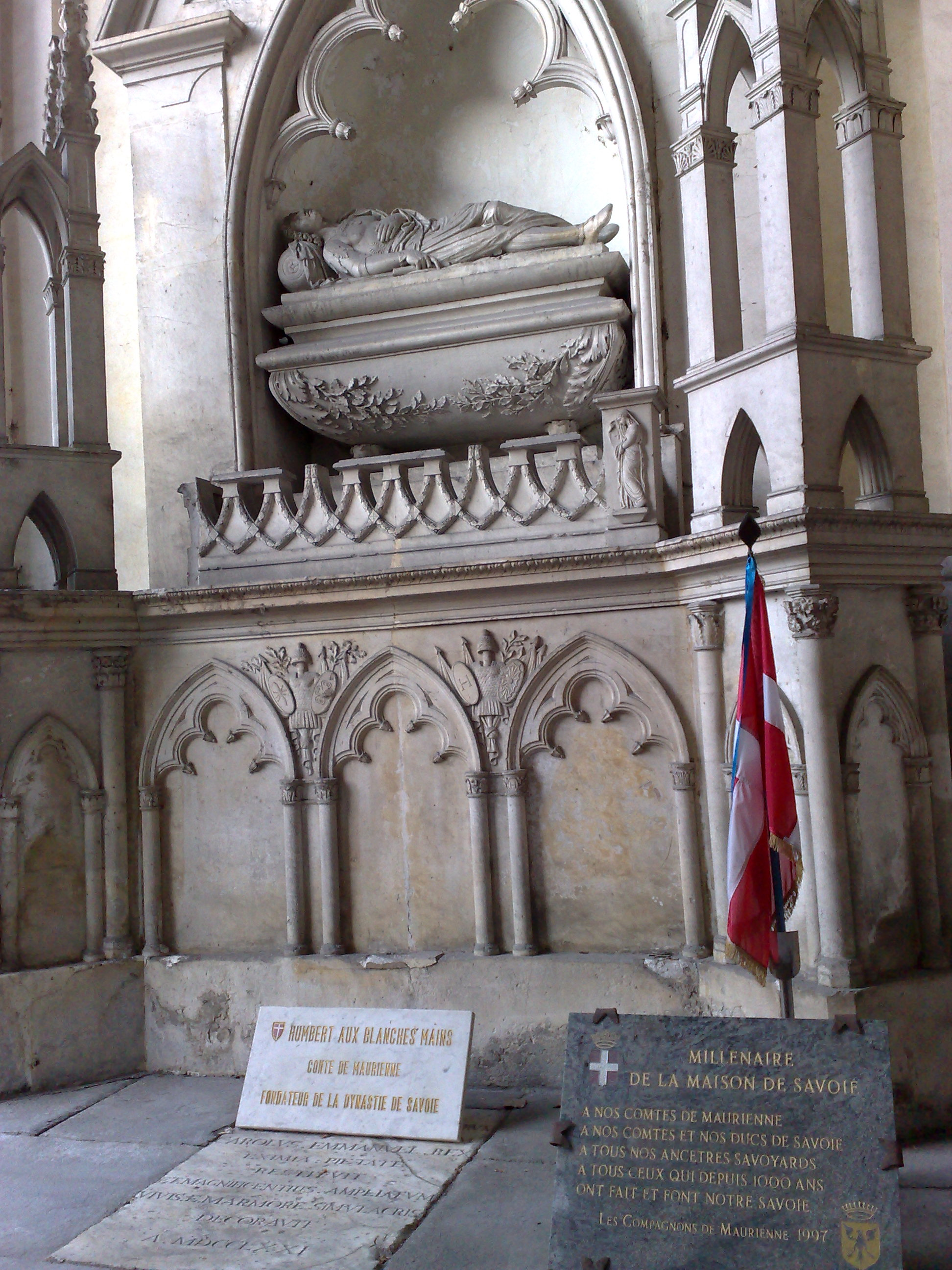
El cenotafio de Humberto I de Saboya en la Catedral de Saint-Jean-de-Maurienne.

Hay variadas opiniones a la hora de identificar con toda certeza a su esposa. Existen diversas interpretaciones:
1. . Ancile Aosta (o Ancilia, Ancilla, Auxilia), hija del rector de la abadía secular de San Mauricio de Agauno, que parece más probable, dada la fuerte relación de la casa de Saboya con la abadía.[3]
2. . Ancile Lenzburg (o Ancilla Lensbourg) (974 -?), hija de Arnold von Schanne, maestro de ceremonias de la Casa de Borgoña.
3. . Ancile Nyon, hija de Anselmo Nyon.

Lo que podemos decir hoy día es que Humberto se casó con Acilla (Auxilia o Ancilia) de Lenzburg, la hija del maestro de ceremonias de Borgoña, y tuvieron por lo menos cinco hijos:
- Amadeo I, el sucesor
- Aimone (ha. 1023-1054 o 1055), Obispo de Sion
- Burchard (ha. 1023-1068 o 1069), Prior de  San Mauricio d'Agaune y después Arzobispo de Lyon
- Otón I, sucesor de su hermano
- Adelaida de Turín (c. 1025- ?), casada con el conde Guigues I de Albon, llamado el viejo (1000 - 1070), conde de Grésivaudan.

Algunos historiadores creen que tuvieron más hijos.